# Ganoderma lingzhi
Лінчжи́ (Ganoderma lingzhi), також відомий як рейші — вид деревних грибів, що належить до роду Ganoderma. Раніше знаний як  Трутовик лакований (Ganoderma lucidum).

## Найменування
Китайське найменування гриба — «Лінчжи» (піньїнь: Língzhī — традиційно: 靈芝, спрощено: 灵芝), але буває попадається під назвою:  «лінчі»,  «лінгчі», «ліньчи», «ліньжи», «лінгжи», «лінджи» тощо; англійська назва з японської — «Рейші» (Reishi), а японською  霊芝 за системою Поліванова «рейсі», також Mannentake 万年茸.

## Опис
На боковій ніжці червоно-коричнева лакована шапка у формі нирки зі смугами надає грибу виразного віялоподібного вигляду. У свіжого лінчжи пробкова твердість, до репродуктивного віку має білі пори, а як дозріє спори виділяються з низової сторони шапинки через порову поверхню (80–120 мкм) жовтого кольору.

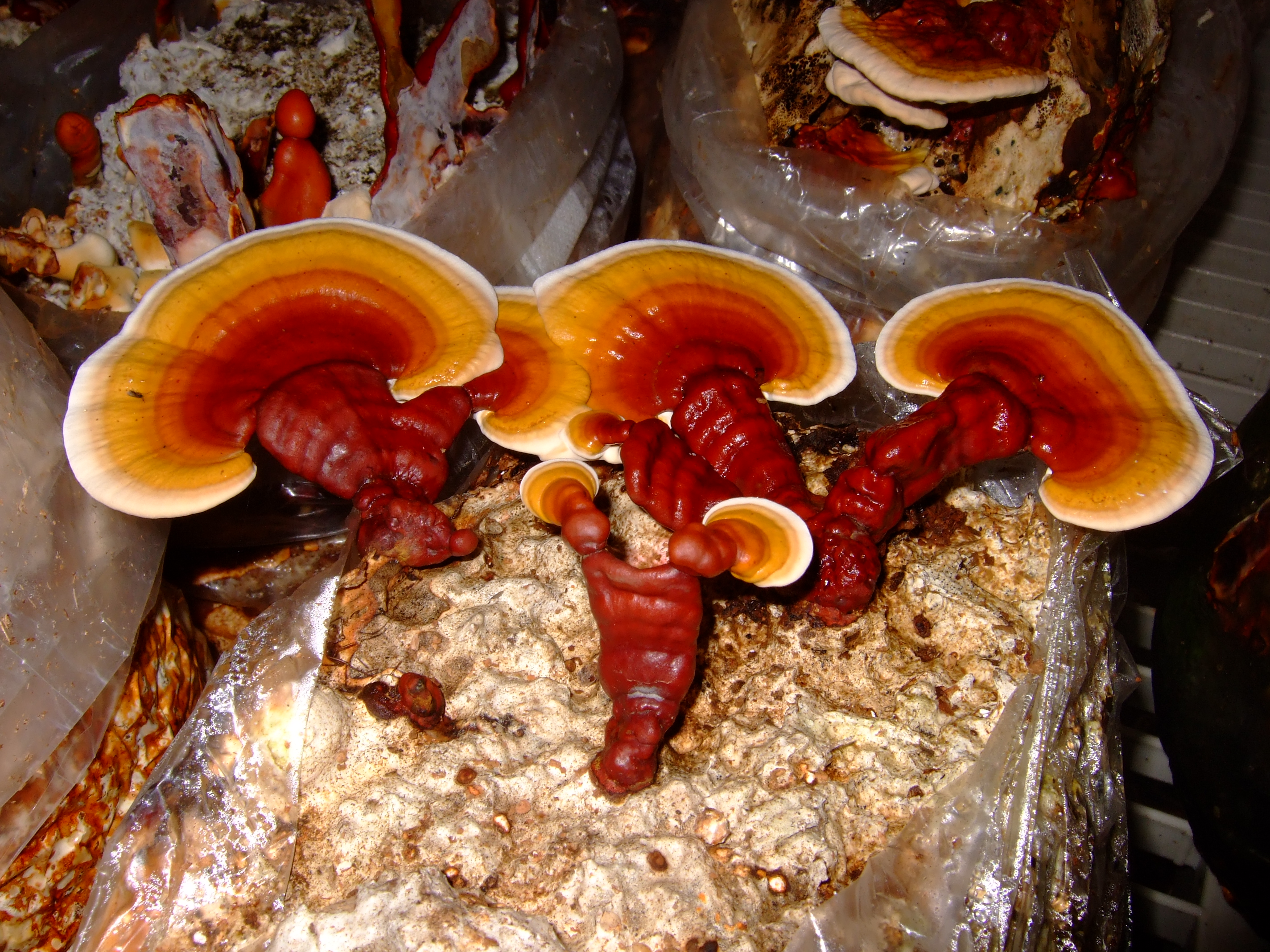
Вирощені лінчжи.
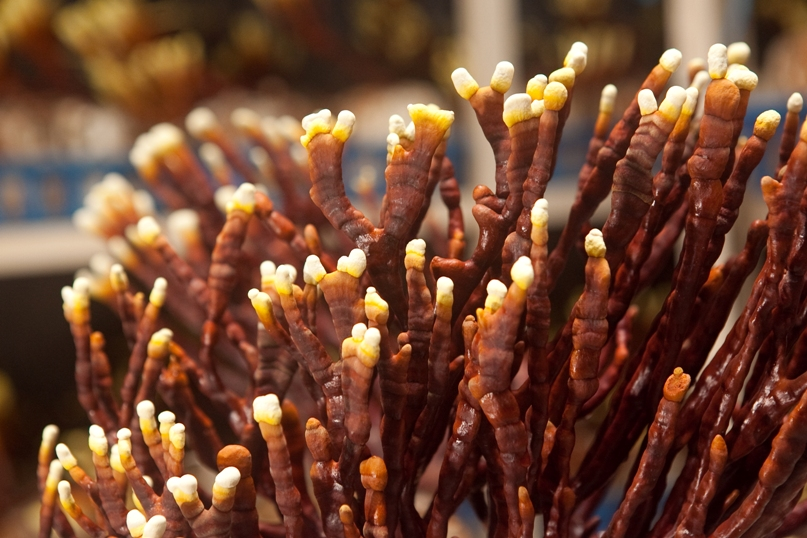
Залежно від навколишнього середовища або умов вирощування (при вологості повітря менш ніж 85—95 %[6]), лінчжи формуються без капелюшка з тілом схожим на роги.

## Поширення та середовище існування
Походження лінчжи зі Східної Азії, в природному середовищі зустрічається дуже рідко як дереворуйнівний гриб на живих і мертвих листяних деревах у теплому кліматі з високою вологістю повітря та при розпорошеному сонячному світлі. Проте із сучасними технологіями, став лікарським грибом промислового вирощування в багатьох країнах світу.

## Історія

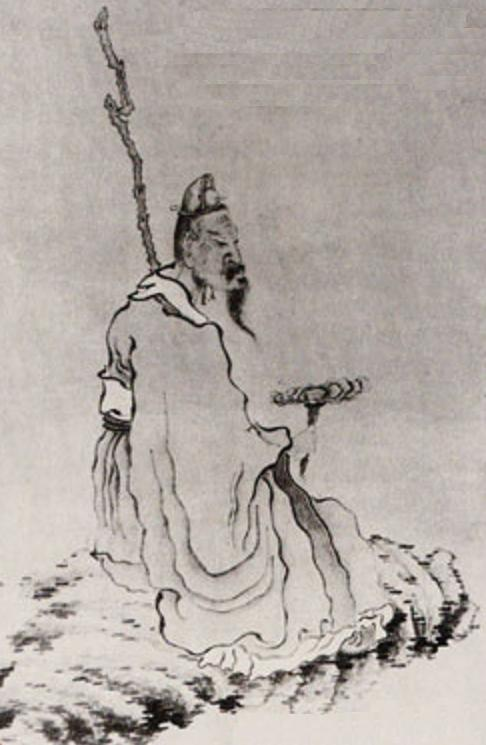
Тао Юаньмін тримає лінчжи. Чень Хуншоу (XVII ст.)

У хроніках «Ши цзі» I ст. до н. е. від Сима Цяня, засвідчене початкове використання поруч окремо пов'язаних слів з «芝 чжи — деревний гриб» і «靈 лін — божественний дух» у віршах імператора У-ді. Надалі, в I ст. н. е. завдяки поезії Бань Ґу, відбулося перше поєднання ієрогліфів «靈芝» разом у єдине слово, в оді присвяченій «Лінчжи».
Здавна даоські храми звалися «обитель грибів» чжичжичань і за їх містичним вченням, вживання деревних грибів чжи (трутовиків) або ж лінчжи «гриба духів», зокрема виготовлення з нього концентрованого відвару галюциногенної дії, надавало послідовникам можливість бачити духів чи самім ставати духами через отримання ними магічної енергії безсмертних сянів, що перебувають на «нивах благодаті» у небесних «грибних полях» чжи тянь.
У філософському творі «Хуайнань-цзи» II ст. до н. е., говориться про гриб лінчжи як уособлення благородства; з якого знахарі готували запаморочливий напій. Опис лінчжи як цілющого засобу вже наявний у легендарному давньокитайському «Травнику Шень-нуна» III ст. до н. е.—III ст н. е., де до вищих рослин які сприяють просвітленню й подовженню життя належить насамперед гриб довголіття лінчжи, а потім женьшень. Поет Цао Чжи  III ст., у вірші «Безсмертя» оповідає о збиранні лінчжи заради вічного життя. В даоському трактаті «Баопу-цзи» IV ст., повідомляється, що гриби-чжи застосовувались для досягнення довголіття та безсмертя. Згодом у класичному травнику Лі Шичженя «Велика фармакопея» XVI ст., в переліку визначних лікарських рослин на першому місці вписаний лінчжи, а на другому знаменитий женьшень.
Разом із багатьма літературними творами о лінчжи у Китаї з низкою інших азійських країн, символіка гриба лінчжи також поширилась й в образотворчому мистецтві, набувши популярних мотивів у розмаїтих композиціях щодо довголіття в різних суспільних верствах. Від ювелірних виробів, кераміки і меблі, до художнього живопису та лубочних малюнків народної творчості, одежі тощо.

## Використання
Лінчжи — відомий гриб своїми лікувальними властивостями. Багато століть використовувався для зміцнення здоров'я та довголіття в Китаї, Японії та інших країнах Східної Азії. Лінчжи підвищує імунітет і є протипухлинним засобом, застосовується при аутоімунних захворюваннях, здатний гальмувати алергічні реакції. Заспокоює нервову систему й покращує пам'ять, знижує кров'яний тиск і показники цукру в крові, поліпшує серцеву функцію. Має протитромбоутворюючий ефект та зменшує рівень холестерину, нормалізує роботу печінки, використовується при гепатитах, бронхіальній астмі тощо.
Дослідження міжнародної некомерційної організації Кокранівська співпраця 2015 року виявило недостатньо доказів, що обґрунтовують використання G. lucidum як препарат першої лінії лікування раку. У ній зазначалося, що G. lucidum може мати «користь як альтернативний додаток до звичайного лікування з огляду на його потенціал посилення реакції на пухлину та стимулювання імунітету». Існуючі дослідження не підтримують використання G. lucidum для лікування факторів ризику серцево-судинних захворювань у людей із цукровим діабетом 2 типу.

Чай із лінчжи
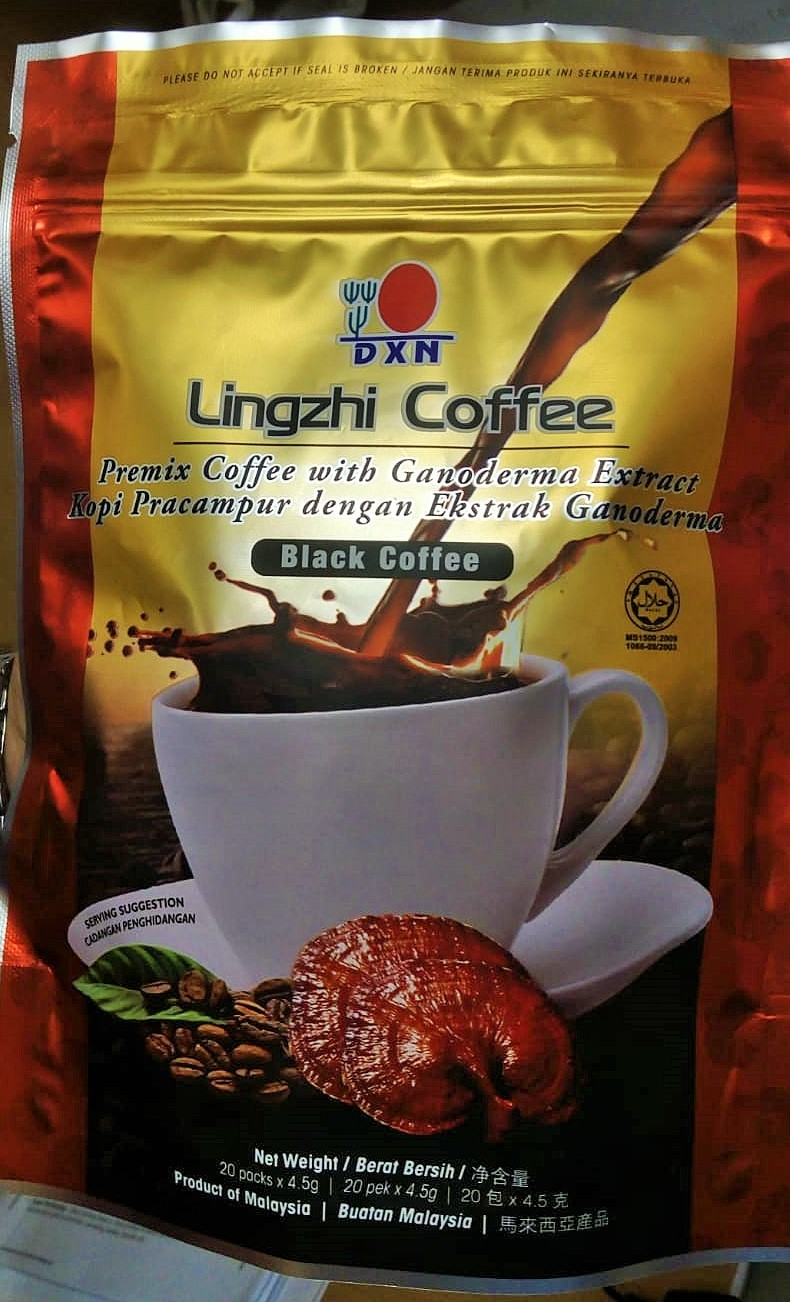
Кава з екстрактом лінчжи